# Radamana collarti
Radamana collarti är en insektsart som beskrevs av Victor Lallemand 1950. Radamana collarti ingår i släktet Radamana och familjen lyktstritar. Inga underarter finns listade i Catalogue of Life.